# 유제품 알레르기
우유알레르기(牛乳Allergie) 또는 유제품 알레르기는 우유 또는 유제품을 섭취하였을 때 나타나는 알레르기 반응을 가리킨다. 우유에 함유된 단백질에 대한 인체의 이상 면역 반응에 의하여 일어난다.

## 발생기전
일반적으로 우유나 계란등의 단백질을 소화기관에서 분해 및 흡수하는 과정에서 단백질이 작은 아미노산으로 충분히 분해되지 못하고 큰 분자상태에서 흡수될경우 면역체계가 이를 항원으로 인식하고 항체가 반응을 일으키는 것이 주요한 메커니즘으로 받아들여지고 있다.

## 우유알카리증후군
우유알카리증후군(牛乳alkali症候群)은 칼슘이나 알칼리를 적정량을 넘어서 오랜 기간 동안 지나치게 많이 섭취할 때 나타나는 고칼슘 혈증이다. 콩팥과 다른 장기에 칼슘이 침착되며 콩팥 기능 부족이 나타난다. 과거에는 위궤양을 치료하기 위해 우유를 많이 먹였을 때 잘 발생하였으나 최근에는 골다공증을 치료하기 위해 복용하는 칼슘 때문에 잘 생기는것으로 알려진바있다.

## 같이 보기
- A형 면역글로불린
- 항원항체반응